# PalaeoDiversiStyria
„PalaeoDiversiStyria“ – „Paleokrajina Štajerske in njena biodiverziteta od prazgodovine do odkritja Novega Sveta“ je mednarodni projekt v okviru programa čezmejnega sodelovanja  INTERREG V A Slovenija-Avstrija 2014-2010, ki je financiran iz Evropskega sklada za regionalni razvoj (ESRR).     
Projekt povezuje najnovejša znanstvena odkritja arheologije, arheobotanike, botanike in arheozoologije z aktualnimi izzivi na področju kmetijstva in turizma. Območje programa obsega južno avstrijsko Štajersko in severovzhodni del Slovenije.  .
Odobreni proračun projekta znaša okoli 1.320.000 EUR, od tega je 85 % sredstev zagotovljenih iz skladov ESRR. Projekt PalaeoDiversiStyria se je pričel v oktobru 2016 in je zasnovan za 3 leta.

## Projektni partnerji
Projektni partnerji v Avstriji in Sloveniji so:
- Univerzalni muzej Joanneum, Oddelek za arheologijo in numizmatiko (vodilni partner)
- Zavod za varstvo kulturne dediščine Slovenije
- Karl-Franzens-Univerza v Gradcu, Inštitut za rastlinske znanosti
- Univerza v Mariboru, Fakulteta za kmetijstvo in biosistemske vede

- Občina Großklein
- Občina Hoče-Slivnica (Občina Hoče-Slivnica)

## Cilji projekta
Glavni cilji projekta so:
1. Identifikacija avtohtonih, a pozabljenih kultiviranih rastlinskih vrst, s pomočjo arheoloških in paleobotaničnih raziskav
2. Revitalizacija gojenja in ponovna uporaba teh prvotnih vrst
3. Razvijanje kulinaričnih izdelkov za potrebe turizma v regiji

Cilj projekta je, da bodo ti izdelki postali prepoznavni v turistični ponudbi in bodo tako pripomogli k izboljšanju zavesti o arheološki dediščini v regiji. V okviru projekta bo sodelovanje med znanstveniki in lokalnimi podjetji ter ponudniki turizma.še posebej intenzivno. S tem se bo okrepilo razumevanje skupne kulturne dediščine in kulinarične tradicije štajerskega avstrijsko-slovenskega obmejnega območja. 

## Weblinks
- Univerzalni muzej Joanneum  - Arheologija
- Interreg Slovenija-Avstrija
- InterArch-Steiermark
- Občina Großklein
- Občina Hoče-Slivnica
- Univerza v Mariboru, Fakulteta za kmetijstvo in biosistemske vede
- Univerza Karla Franca v Gradcu, Inštitut za rastlinske znanosti
- Botanični vrt Maribor
- Zavod za varstvo kulturne dediščine Slovenije